# Oso (Washington)
Oso ist eine Siedlung auf gemeindefreiem Gebiet im Snohomish County im US-amerikanischen Bundesstaat Washington. Zu statistischen Zwecken ist der Ort zu einem Census-designated place (CDP) zusammengefasst worden. Im Jahr 2010 hatte Oso 180 Einwohner.

## Geographie
Nach den Angaben des United States Census Bureau hat Oso eine Gesamtfläche von 9,6 Quadratkilometer, von denen 9,4 km² Land und 0,2 Quadratkilometer (= 2,43 %) Wasser ist.
Der Ort liegt an der Washington State Route 530 auf dem nördlichen Ufer des North Fork Stillaguamish River an der Mündung des Deer Creek.

## Geschichte
Der Name Oso beruht Berichten zufolge auf dem Stadtvater Connor Blacker aus der Stadt Fayette County in Texas, welcher der Ortschaft einer modernen Sage zufolge den Namen gegeben hat. Allerdings gibt es geographische Merkmale, das die Namensherleitung von Oso in Presidio County, Texas und Nueces County, Texas zuordnet. Das Wort oso kommt aus dem Spanischen und bedeutet Bär. In der unmittelbaren Nachbarschaft der Ortschaft befindet sich der Längstwellensender Jim Creek Naval Radio Station der US Navy.

### Erdrutsch am 22. März 2014

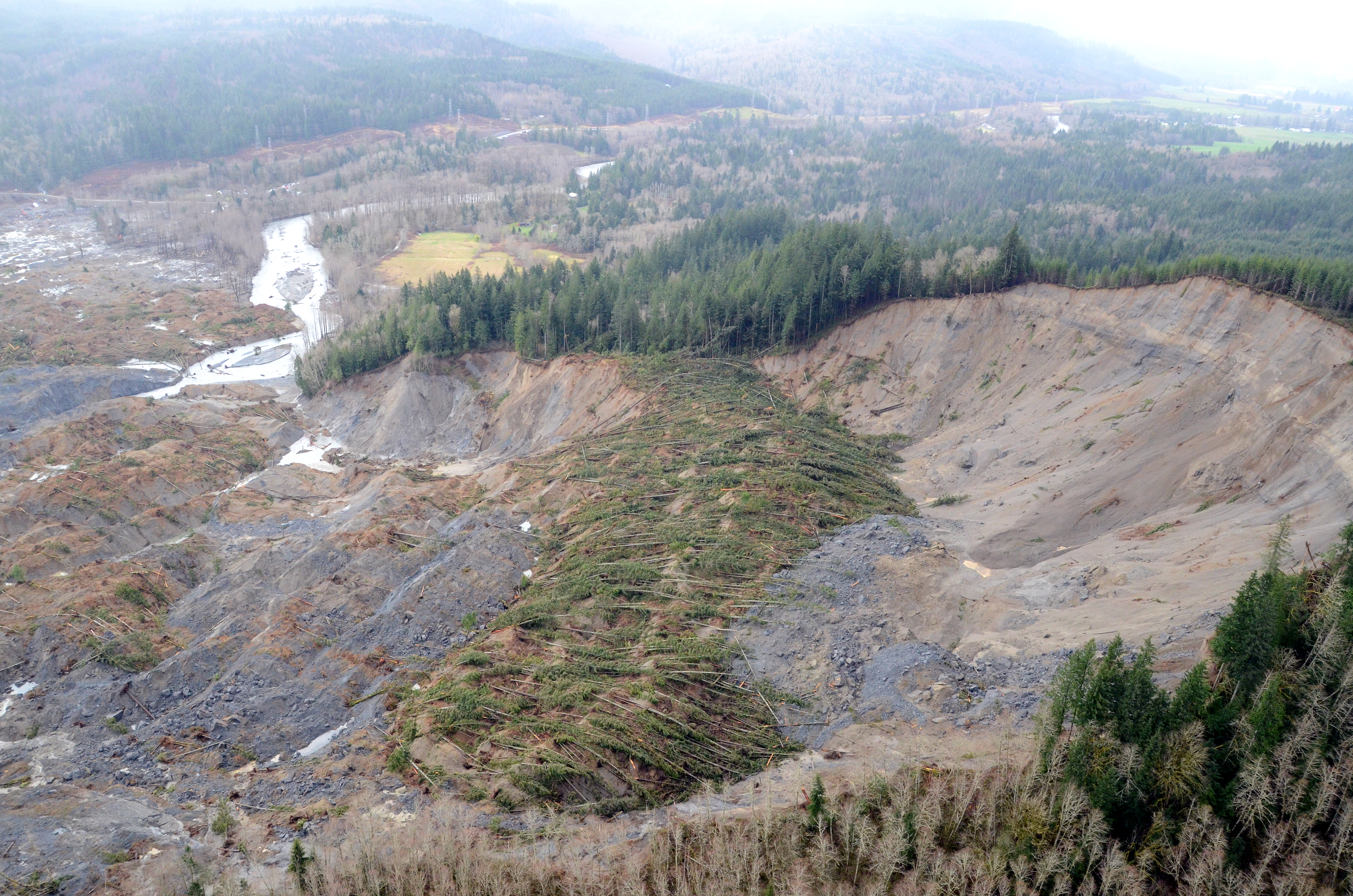
Blick auf den abgerutschten Hangbereich (Aufnahme vom 29. März 2014)

Am 22. März 2014 zerstörte ein gewaltiger Erdrutsch am Skaglund Hill einen weiten Teil der Ortschaft. In den vorangegangenen 1 ½ Monaten hatte es intensive Regenfälle gegeben, die den Boden aufgeweicht hatten. Der Erdrutsch riss auf einer Breite von rund 40 Metern Erde, Bäume, Felsen und Schutt mit sich 1,6 Kilometer weit ins Tal. Er zerstörte einen Großteil der Arlington–Darrington Road (State Route 530) und blockierte außerdem den North Fork Stillaguamish River, der daraufhin über das Ufer trat und weite Teile des Landes rund um Oso unter Wasser setzte. Durch den Erdrutsch und die Überschwemmung wurden 35 Häuser zerstört, zudem wurden mindestens 41 Personen durch den Erdrutsch getötet.

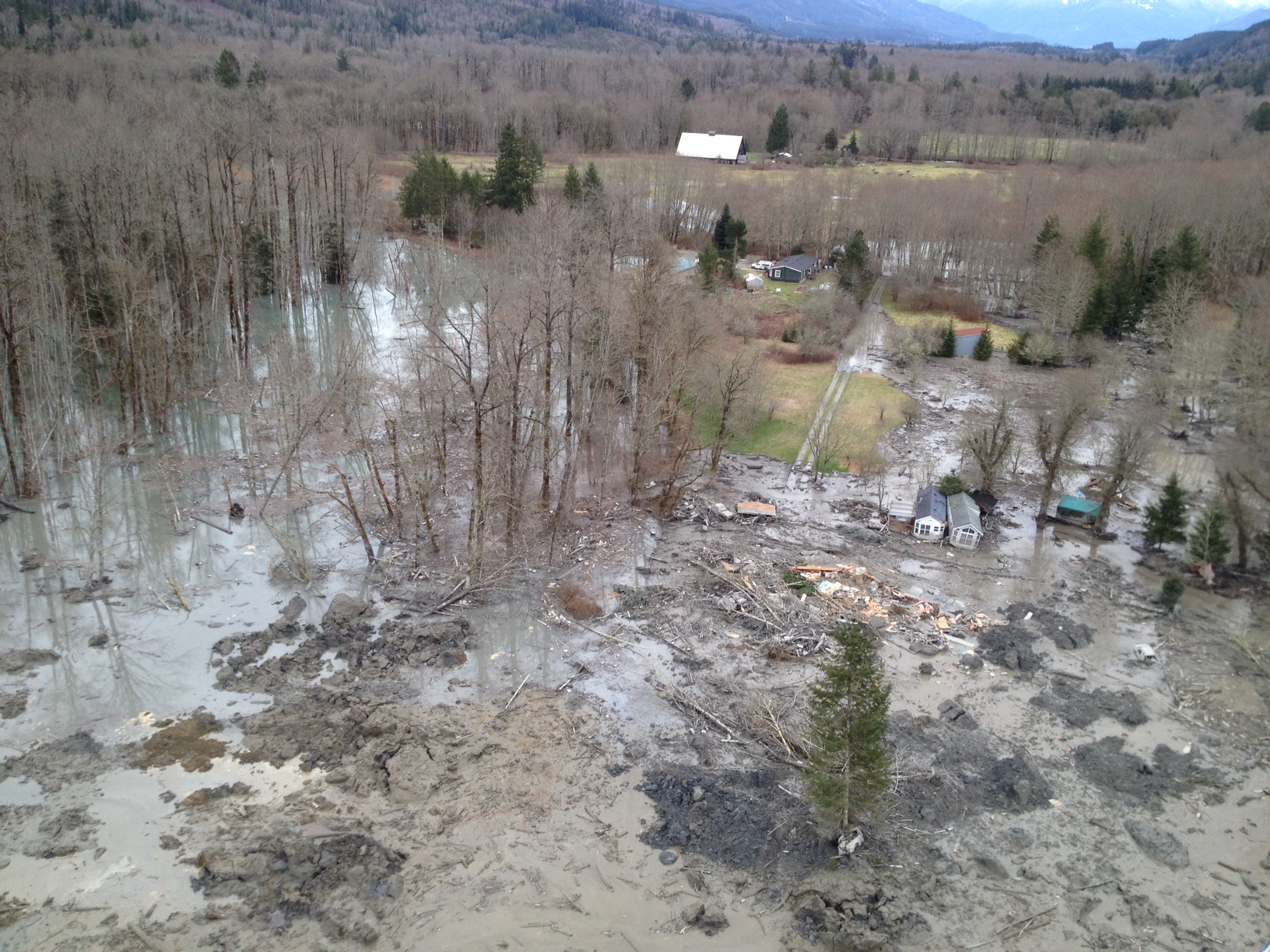
Blick in den Ground Zero nach dem Erdrutsch

## Bevölkerung
Nach der Volkszählung im Jahr 2010 lebten in Oso 180 Menschen in 62 Haushalten. Die Bevölkerungsdichte betrug 19,1 Einwohner pro Quadratkilometer. In den 62 Haushalten lebten statistisch je 2,9 Personen.
Ethnisch betrachtet setzte sich die Bevölkerung zusammen aus 94,4 Prozent Weißen, 0,6 Prozent (eine Person) Afroamerikanern, 0,6 Prozent amerikanischen Ureinwohnern sowie 0,6 Prozent Asiaten sowie 3,3 Prozent aus anderen ethnischen Gruppen; 0,6 Prozent stammten von zwei oder mehr Ethnien ab. Unabhängig von der ethnischen Zugehörigkeit waren 5,0 Prozent der Bevölkerung spanischer oder lateinamerikanischer Abstammung.
31,7 Prozent der Bevölkerung waren unter 18 Jahre alt, 62,7 Prozent waren zwischen 18 und 64 und 5,6 Prozent waren 65 Jahre oder älter. 49,4 Prozent der Bevölkerung waren weiblich.
Das mittlere jährliche Einkommen eines Haushalts lag bei 32.917 USD. Das Pro-Kopf-Einkommen betrug 15.801 USD. 24,1 Prozent der Einwohner lebten unterhalb der Armutsgrenze.